# Рудня (Логойський район, Логойська селищна рада)
Рудня — (біл. вёска Рудня), село (веска) в складі Логойського району розташоване в Мінській області Білорусі, підпорядковане Логойській селищній раді.
Село Рудня розташоване в центральних районах Білорусі, в північній частині Мінської області — орієнтовне розташування.